# Planowanie zapotrzebowania dystrybucji
DRP – planowanie zapotrzebowania dystrybucji (ang. Distribution Requirements Planning), jest jedną z metod planowania dystrybucji. Usprawnia ona zarządzanie procesami dostaw wyrobów finalnych do sieci dystrybucyjnej poprzez opracowanie prognoz zapotrzebowania na dobra na każdym poziomie sieci - zaczynając od poziomu najniższego (np. punkty sprzedaży detalicznej), a kończąc na poziomie najwyższym (np. magazyn fabryczny). Dane wyjściowe dla każdego poziomu, są danymi wejściowymi dla poziomu następnego. Zapotrzebowanie oszacowane dla najwyższego poziomu dystrybucji może służyć jako dane wejściowe przy opracowywaniu harmonogramów produkcji.
Nowszym procesem planowania jest planowanie zasobów dystrybucji (ang. Distribution Resource Planning), zwany również DRP II. Poszerzono je o aspekty związane z takimi zasobami, jak: siła robocza, środki transportu i finansowe, czy też przestrzeń magazynowa, jak również kompletacje partii, czy dyspozycje wysyłkowe.
Proces DRP jest wspomagany przez systemy informacyjne klasy ERP lub APS.